# Креол

Креолка — аллегорический символ Перу на перуанском соле, 1879 год.

Крео́л (от фр. créole; исп. criollo и порт. crioulo, криолу; лат. creare «создавать, взращивать») — различные этнические (часто этнорасовые) общности смешанного происхождения, образовавшиеся в колониальный период, главным образом в Америке, Африке и Азии.
Изначально креолами называли уроженцев испанских колоний в Америке (в том числе Луизианы) европейского происхождения (как противопоставление переселенцам из Европы). Затем в Латинской Америке (в особенности в Бразилии) креолами стали называть людей, имеющих примесь индейской или негритянской крови (как противопоставление белым латиноамериканцам).
В наше время этот термин может означать:
- в системе латиноамериканских каст — потомки первых европейских (испанских, португальских, реже — французских) переселенцев на территориях колоний Северной и Южной Америки.
- В Бразилии и Вест-Индии — потомки чернокожих рабов.
- В штате Луизиана — белые креолы-французы и чёрные (цветные) креолы.
- на Аляске «креолами» в XVIII—XIX веках называли также потомков от смешанных браков русских с алеутами, эскимосами или индейцами (см. Русские старожилы Сибири и Аляски).

## Креольский язык
Креольские языки — дальнейшая ступень эволюции пиджина, который постепенно становится родным для значительной части смешанного по происхождению населения и превращается в самостоятельный язык.
Обычно трансформация пиджина в креольский язык возникает там, где велика доля смешанных браков и где пиджин вынужден выполнять функцию языка межнационального общения. Сегодня в мире существует более шестидесяти креольских языков, широко представленных по всему миру.